# Cathédrale de Plaisance
La cathédrale de Plaisance ou cathédrale Sainte-Marie-de-l'Assomption et Sainte-Justine (en italien : cattedrale di Santa Maria Assunta e Santa Giustina) est une église catholique romaine de Plaisance, en Italie. Il s'agit de la cathédrale du diocèse de Plaisance-Bobbio.

## Histoire
Il reste peu de vestiges de l'ancienne basilique paléochrétienne, car Plaisance a été rasée par Totila en 546, pendant la guerre des Goths.
Un document de 1123 décrit l'évêque Siegfried de Plaisance (997-1031) comme son fondateur.
Au cours de son histoire, la cathédrale a accueilli plusieurs compositeurs comme maître de chapelle, notamment Francesco Maria Bazzani et Giuseppe Nicolini. 

## Architecture

Façade latérale.

La cathédrale a une longueur extérieure totale de 85 m et une hauteur de façade de 32 m, dimensions qui en font la plus grande église romane d'Émilie-Romagne. La façade, en marbre rouge de Vérone et en pierre dorée, est divisée horizontalement par une galerie qui domine les trois portails, décorés de chapiteaux et de statues romanes. 
L'intérieur se compose d'une nef et de deux bas-côtés, divisés par vingt-cinq piliers massifs. Ses fresques remarquables ont été réalisées aux XIVe et XVIe siècles par Camillo Procaccini et Lodovico Carracci, tandis que les fresques à l'intérieur de la coupole sont d'Il Morazzone, et Le Guerchin. Le presbytère abrite une sculpture en bois de 1479, des chœurs également en bois de Giangiacomo da Genova (1471) et des statues du XVe siècle de l'école lombarde.
La crypte, de plan en croix grecque, comporte 108 colonnettes romanes et abrite les reliques de sainte Justine de Padoue, co-patronne de Plaisance depuis le IXe siècle ; c'est à elle que fut dédiée la première cathédrale, Domus Justinae, qui s'effondra en 1117 à la suite d'un tremblement de terre.

## Galerie

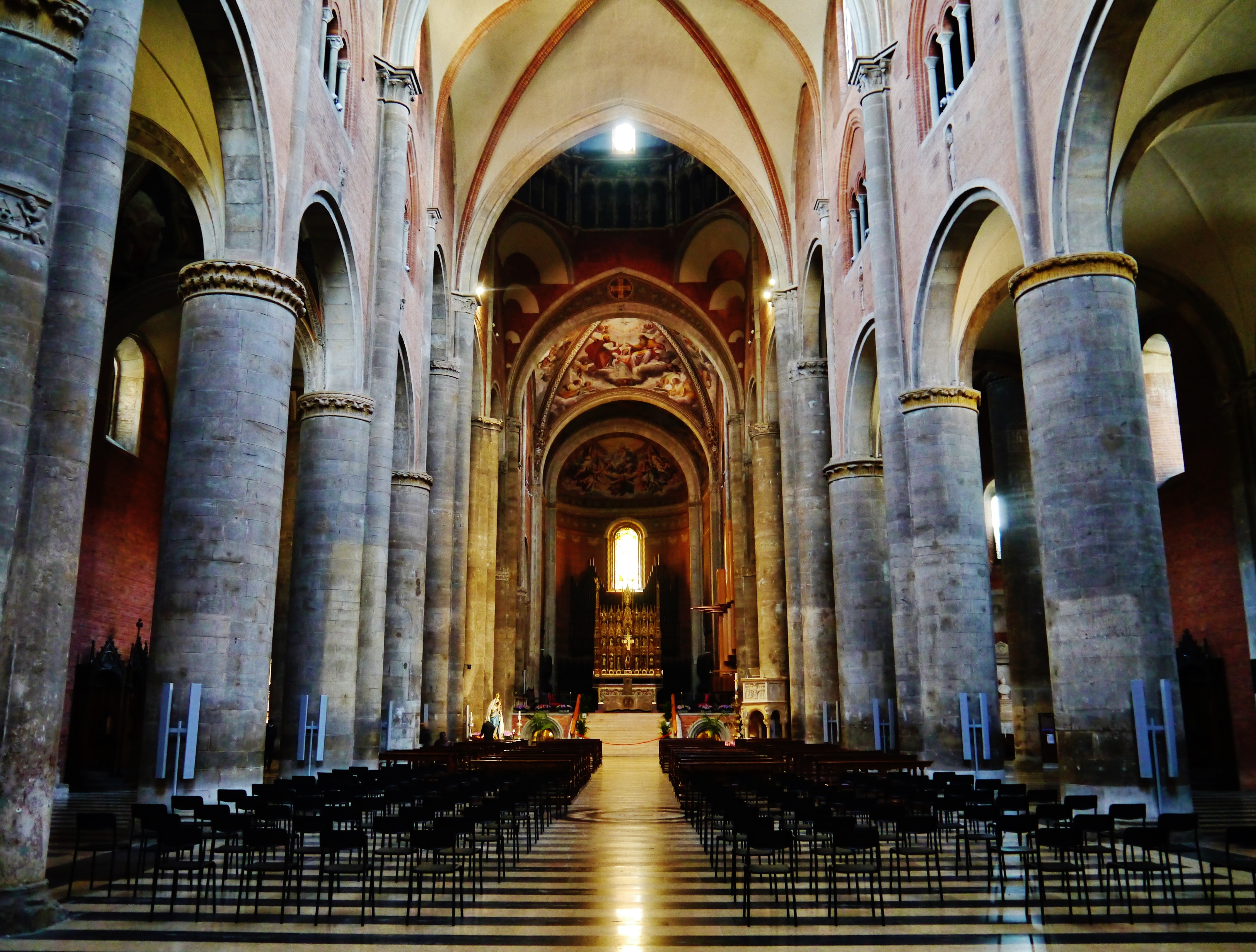
La nef centrale.
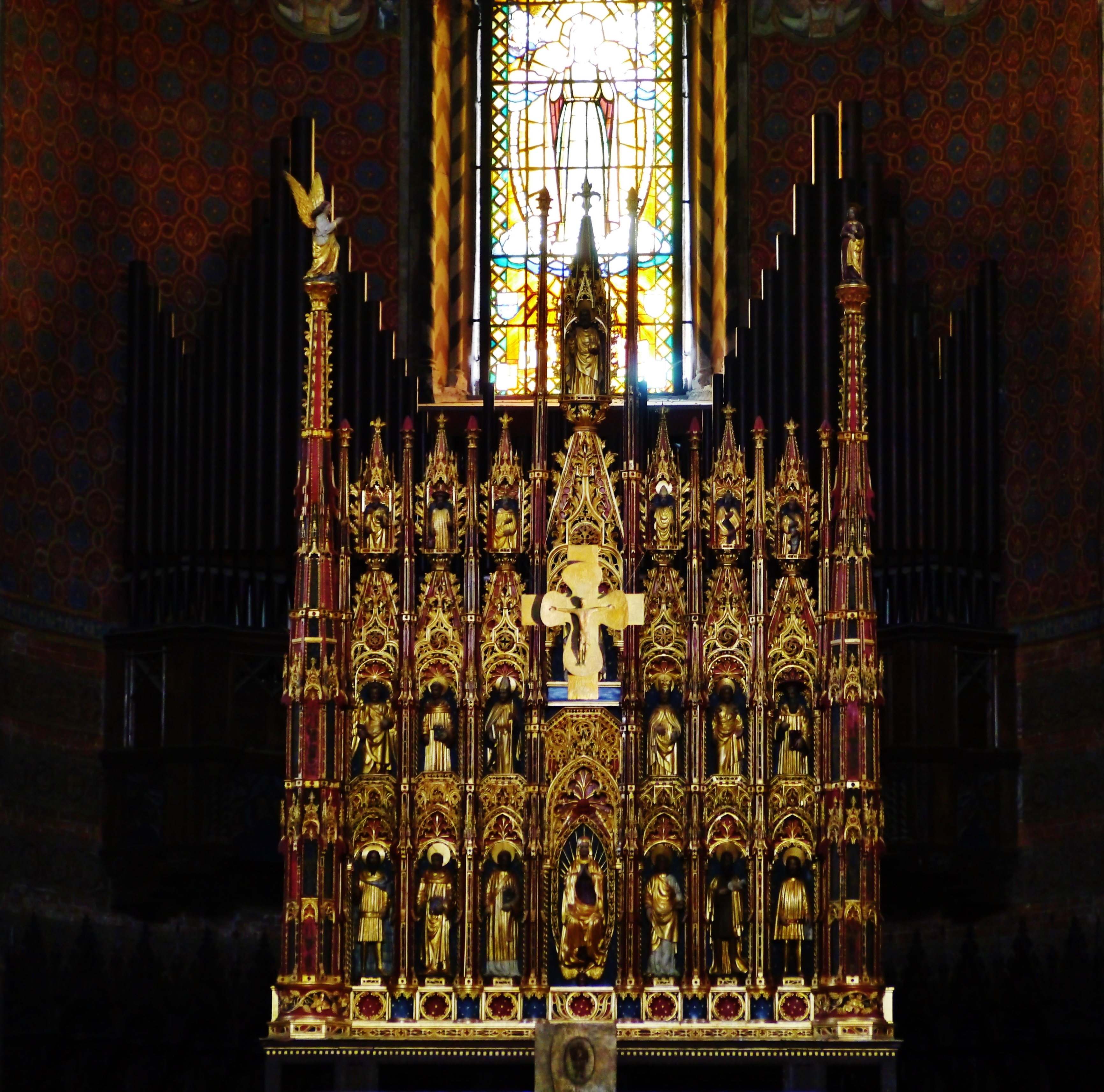
Polyptyque en bois polychrome (1476) au maître-autel.
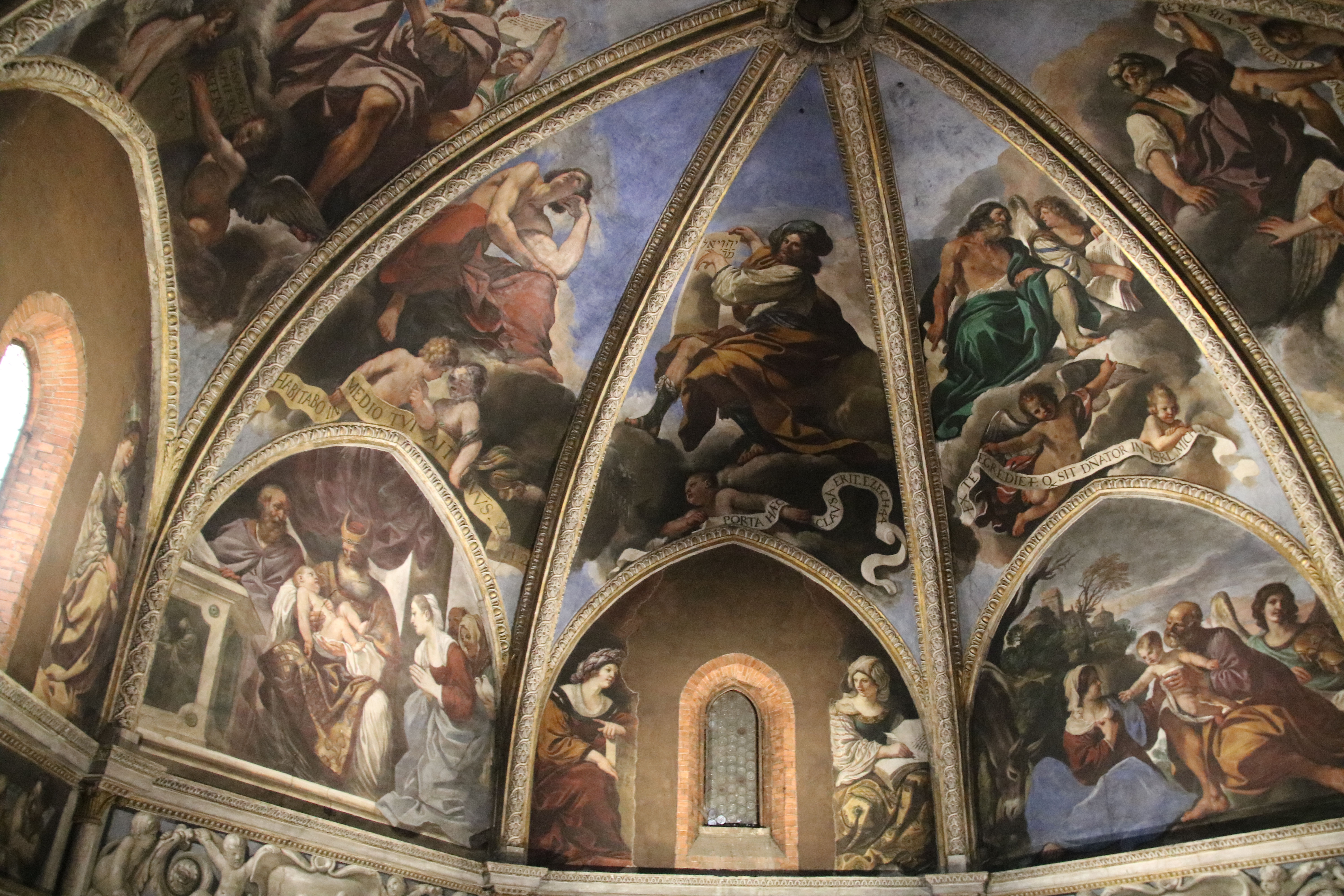
Fresques de la coupole par le Guerchin.
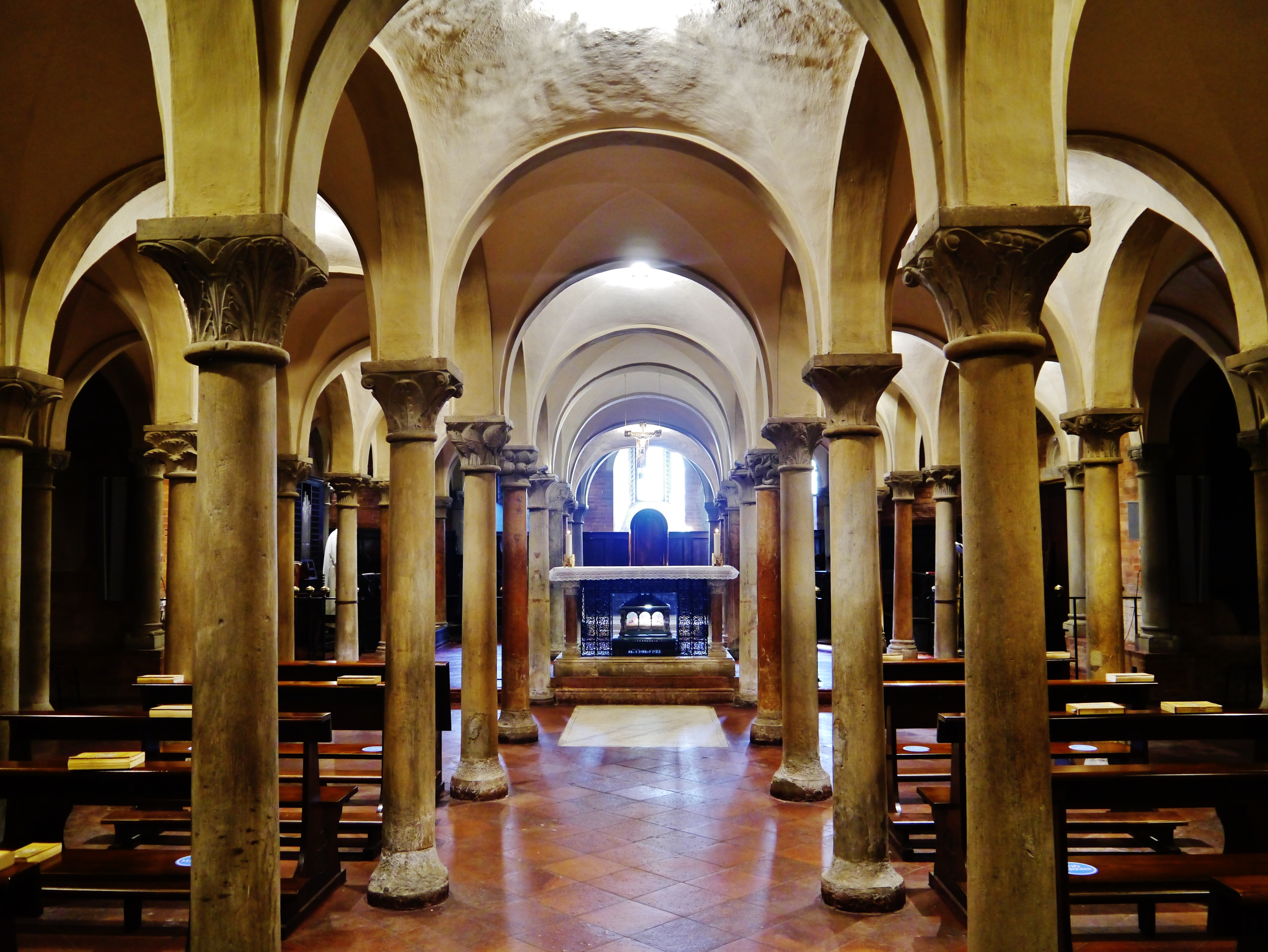
La crypte.

## Source
- (en) Cet article est partiellement ou en totalité issu de l’article de Wikipédia en anglais intitulé « Piacenza Cathedral » (voir la liste des auteurs).

### Articles liés
- Liste des cathédrales d'Italie
- Liste des basiliques italiennes